# Bruno Lenz
Bruno Lenz (* 8. November 1911 in Bollenbach; † 16. Juni 2006) war ein deutscher Maler und Violinist. Er war 20 Jahre stellvertretender Konzertmeister des Symphonieorchesters des Bayerischen Rundfunks.

## Leben
Bruno Lenz entstammt einer Lehrerfamilie. Er wurde 1911 als Sohn des Hauptlehrers Otto Lenz in Bollenbach (heute Haslach im Kinzigtal) im Schwarzwald geboren. In Freiburg im Breisgau erhielt er seinen ersten Geigenunterricht. In den Sommermonaten 1920 bis 1924 war Jules Siber sein Lehrer im Kinzigtal. Neben seinem musikalischen Talent entwickelte er früh eine Hingabe zur bildenden Kunst. 1924 entstanden erste Porträtzeichnungen. Nach dem Abitur 1925 am Realgymnasium wurde er ab 1926 im Malen und Zeichnen von Theodor Schück und im musikalischen Bereich von Otfried Nies gefördert. 1933 bekam er Malunterricht bei Otto Vittali und Arthur Braun, wobei Julius Bissier maßgeblichen Einfluss auf ihn ausüben sollte.
Lenz studierte Violine bei Gösta Andrasson in Basel sowie bei Georg Kulenkampff und Max Strub in Berlin. Im Jahr 1936 hatte er seine erste Gemäldeausstellung im Kunstverein Freiburg. Ferner trat er als Solist und Kammermusiker in Erscheinung (Bruno Lenz-Klaviertrio, Lenz-Quartett). 1937 übernahm er die Violin-Ausbildungsklassen an der Städtischen Musikschule in Freiburg, bis er 1940 zur Wehrmacht einberufen wurde.
Nach dem Zweiten Weltkrieg 1945 ging er nach Augsburg, wo er Mitglied der Künstlervereinigung „Die Ecke“ wurde. 1947 nahm er an der Ständigen Schwäbischen Kunstausstellung und im Schaezlerpalais an der 11. Kunstausstellung teil. 1950 stellte er im Rahmen von „Augsburger und Schwäbische Maler“ im Lenbachhaus in München aus. 1951 zog er nach München und wurde Mitglied des Berufsverbandes Bildender Künstler. Seine Werke wurden im Haus der Kunst und in der Galerie der Künstler gezeigt. 1957 hatte er eine Einzelausstellung in der Galerie Wolfgang Gurlitt. 1959 beteiligte er sich im Haus der Kunst an der „Großen Kunstausstellung“. 1983 erhielt er eine Einladung in die Villa Massimo nach Rom. Weitere Ausstellungen realisierte er in Offenburg und Konstanz. Als Porträtmaler malte er Persönlichkeiten des öffentlichen Lebens wie Franz Burda, Eugen Jochum, Rafael Kubelík, Hans-Jochen Vogel, Georg Kronawitter, Joseph Kardinal Ratzinger, Karl Rahner, Heinz A. Staab und Horst Fuhrmann.
1950 erhielt er eine Anstellung als Berufsmusiker in München. Er war dann 20 Jahre unter Eugen Jochum und Rafael Kubelik stellvertretender Konzertmeister des Symphonieorchesters des Bayerischen Rundfunks. 1970 beendete er seine Orchesterkarriere und wurde Dozent am Richard-Strauss-Konservatorium München.

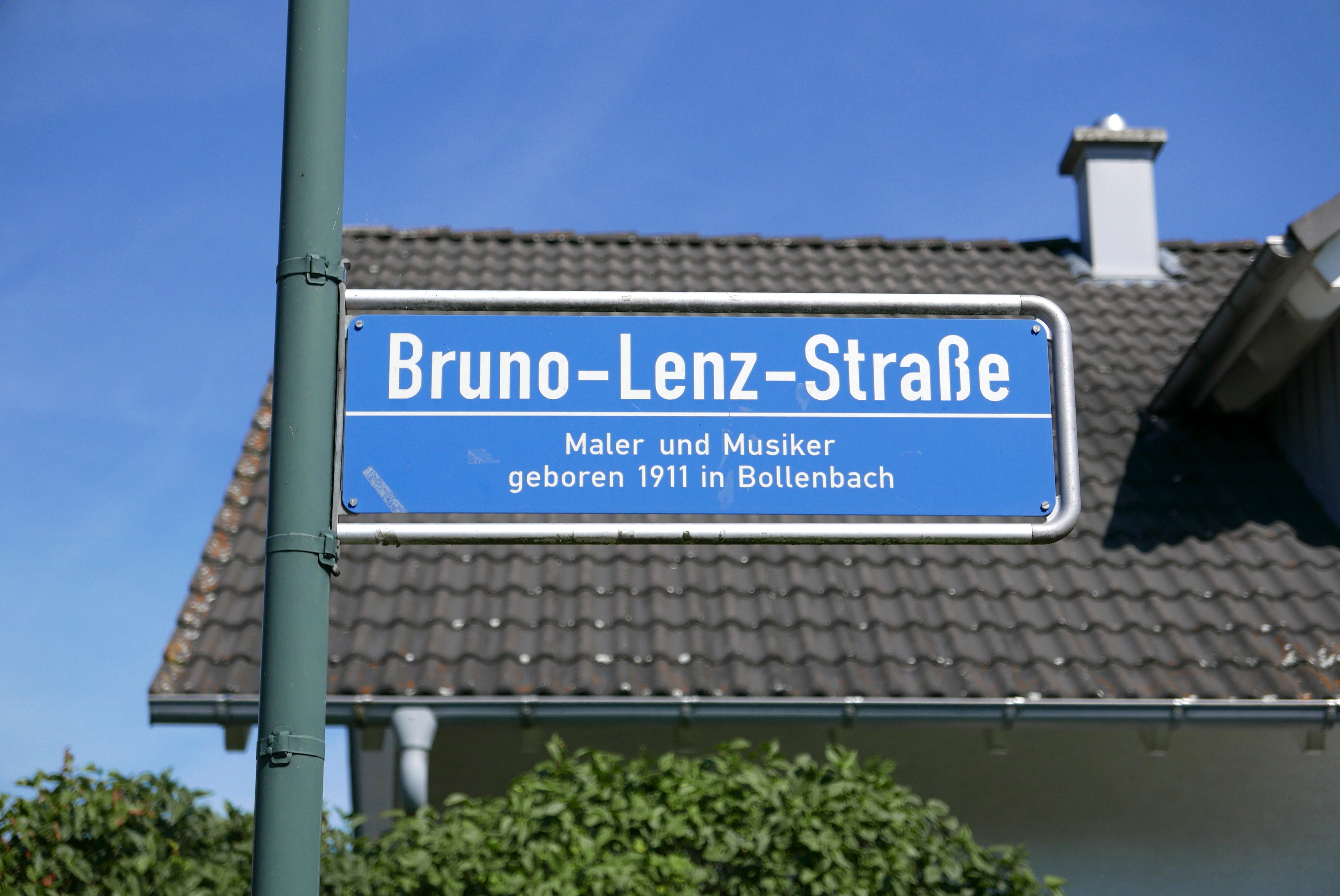
Straßenschild „Bruno-Lenz-Straße“ in seinem Geburtsort Bollenbach

Im Jahr 2008 wurde die Bruno-Lenz-Stiftung eingerichtet. Ein Teil seiner Bilder ging als Schenkung an die Stadt Haslach, wo sie im Haus der Musik ausgestellt sind. Außerdem wurde in seiner Heimatstadt im Ortsteil Bollenbach eine Straße nach ihm benannt, die Bruno-Lenz-Straße.
Lenz war ab 1939 mit der Musikerin Anne-Marie Fiedler verheiratet und Vater zweier Kinder.